# Розсошка (Волгоградська область)
Розсошка (рос. Россошка) — село у Городищенському районі Волгоградської області Російської Федерації.
Населення становить 319 осіб. Входить до складу муніципального утворення Розсошенське сільське поселення.

## Історія
Село розташоване у межах українського історичного та культурного регіону Жовтий Клин.
Згідно із законом від 14 травня 2005 року № 1058-ОД органом місцевого самоврядування є Розсошенське сільське поселення.

## Населення
| 2010 |
| ---- |
| 319  |